# Мерцедес-Бенц Г500 4×4²
Мерцедес-Бенц Г500 4×4² је приказан први пут на сајму у Женеви 2015. године. Аутомобили Мерцедес-Бенц Г класе присутни су на тржишту 37 година. У овом, релативно дугом периоду овај тип аутомобила излегао је такозвани контекцијску производњу што им омогућава велике успехе и одличну продају на светском тржишту. Практична истраживања потврдила су да возила Г500 4×4² немају било које реално ограничење осим можда високе цене од 265.000 евра. 

## Основе конструкције
У пројектовању овог аутомобила коришћена су најбоља решења на верзији Г63 6×6, и посебно на моделу 6×6 развијеном за аустралијску војску.
Г500 4×4² има клиренс повећан са 210 на чак 450 милиметра. Његови нападни и излазни углови износе невероватних 52° и 54°.

## Огибљење
Састоји се од  двоструких амортизера по сваком точку, појачаним опругама. Један амортизер функционише конвенционално, а други је електронски контролисан што аутомобилу пружа изузетну стабилност  у теренским успонима. Рад амортизера се у току једне петнаестине секунде прилагођава брзини и условима пута.

## Теренске перформансе и спортска динамика
Г500 4×4 поседује незаустављивост на свим врстама терена и одговарајућу динамику на асфалту. Изузетне је спортске агилности.

## Спољашност и унутрашњост возила
Возило је великих димензија, скоро у висини камиона и аутобуса. Точкови су му огромни, 22 инча, са гумама димензије 325/55. Има три блокаде диференцијала и подигнуте осовине. Подвожје је заштићено снажном челичном оплатом.
Утисак моћне спољашности не рефлексује се на унутрашњност возила која је израђена у стилу већ познате мерцедес Г школе. Висока позиција возача и лаган улазак у кабину, добра прегледност са возачке позиције, једноставно руковање командама, само су неке од карактеристика овог возила.

## Погонске карактеристике

### Мотор
Мотор овог возила је потпуно нова машина за Г класу. Ради се о новој верзији 4,0 литарског би-турбо мотора са турбо пуњачима смештеним унутар V распореда 8 цилиндара. Снага мотора је 422 коњске снаге при 5250-5500 обрта у минути. Максимални обртни моменат износи 610 Nm при 2250 обрта у минути. Максимална брзина возила Г500 4×4² је 210km/h.

### Мењач
Мењач је аутоматски, са седам степени преноса познате Мерцедесове конструкције из раније произведених возила Г класе.